# Заміжня жінка
Заміжня жінка (фр. Une femme mariée) — французька драма 1964 року режисера Жана-Люка Годара, його восьмий повнометражний фільм.

## Сюжет
Шарлотта — жінка років двадцяти, одружена з П'єром, заможним чоловіком тридцяти-сорока років. Пристрасть П'єра — це польоти, і він керує власним приватним літаком, після того, як раніше був пілотом військово-повітряних сил. П'єр має маленького сина Ніколя від першого шлюбу, який розпався, коли дружина пішла від нього до іншого чоловіка. П'єр, Шарлотта і Ніколя живуть разом у сучасній квартирі за межами Парижа. Шарлотта проводить дні в кафе, на шопінгу, плаванні, в кіно, за читанням жіночих модних журналів або зі своїм коханим, актором Робером. П'єр вважає, що роман Шарлотти закінчився, попередньо надавши їй докази приватного детектива.
На початку фільму Шарлотта і Роберт знаходяться в паризькому любовному гніздечку, яке орендував Роберт. Вони кохаються, і він повторює своє попереднє прохання, щоб Шарлотта розлучилася з П'єром і вийшла за нього заміж. Виходячи з квартири, Роберт відвозить Шарлотту в універмаг Printemps, де вона каже, що збирається купити нові бюстгальтери (і справді, фільм пронизаний кадрами реклами бюстгальтерів і монологами чи діалогами Шарлотти про розмір грудей та образ тіла). Однак замість того, щоб ходити по магазинах, вона проривається через магазин, потім Шарлотта бере кілька разів нове таксі, щоб уникнути приватного детектива, який, як вона думає, все ще стежить за нею, і їде забирати пасинка зі школи.
Вони їдуть в аеропорт, щоб забрати П'єра та його колегу, режисера Роджера Ленгардта, які повернулися з Німеччини на приватному літаку П'єра. Перебуваючи в Німеччині, П'єр і Роджер відвідали засідання Франкфуртського процесу в Освенцимі, і обидва вони цікавляться Голокостом. Вони повертаються до квартири пари на вечерю. Після вечері вони обговорюють Голокост і переходять до питання пам'яті та зв'язку між минулим і сьогоденням. Після від'їзду Роже Шарлотта і П'єр граються, б'ються і кохаються.
Наступного ранку покоївка розповідає Шарлотті історію про зухвалий сеанс кохання з її власним чоловіком. Для цієї оповіді Годар запозичив сюжет із фільму «Смерть у кредит» Луї-Фердинанда Селіна, про що він непрямо зізнається у фільмі. Шарлотта відвідує модну фотосесію в басейні та підслуховує в сусідньому кафе розмову двох дівчат-підлітків про їхнє особисте життя і перші сексуальні зустрічі.
Шарлотта йде до лікаря і дізнається, що вагітна. Вона не знає, хто з чоловіків є батьком, і запитує лікаря про контрацепцію, що призводить до дискусії про зв'язок між коханням, сексуальним задоволенням і зачаттям.
Потім Шарлотта їде в аеропорт Орлі, на зустріч із Робером, як і було домовлено раніше, перед тим, як він має летіти до Марселя на виставу «Береніка» Жана Расіна. Вони зустрічаються в кінотеатрі аеропорту під час показу документального фільму Алена Рене про Голокост «Ніч і туман».
На середині фільму вони окремо покидають кінотеатр і зустрічаються в готелі аеропорту, щоб зайнятися коханням. Під час спілкування Шарлотта розпитує Роберта про кохання. Вони тримаються за руки на матраці ліжка, повторюючи початкові кадри фільму. Коли Роберт готується до від'їзду, вони обидва промовляють — один за одним — C'est fini («Все скінчилося»).

## У ролях
| Актор             | Роль                    |
| ----------------- | ----------------------- |
| Маша Меріль       | Шарлотта                |
| Бернар Ноель      | коханець Шарлотти Робер |
| Філіп Леруа       | чоловік Шарлотти П'єр   |
| Роджер Ленгардт   | друг П'єра, режисер     |
| Рита Мейден       | покоївка                |
| Жорж Лірон        | лікар                   |
| Маргарет Ле-Ван   | дівчина біля басейну    |
| Веронік Дюваль    | інша дівчина в басейні  |
| Крістоф Бурсейлер | Ніколас                 |
| Андре Лесур       | механік аеродрому Деде  |

## Створення фільму
Перебуваючи в Каннах у травні 1964 року, Годар зустрівся з Луїджі К'яріні, директором Венеціанського кінофестивалю 1964 року, і запропонував зняти фільм, який буде завершено за три місяці до прем'єри у Венеції — фестиваль триватиме з 27 серпня до 10 вересня. Фільм мав би бути історією жінки, її чоловіка та коханця, коли жінка дізнається, що вона вагітна і не знає, чия це дитина. Ситуація значною мірою була віддзеркалена у фільмі Франсуа Трюффо «Дует» / «La Peau Douce», фільмі, яким захоплювався Годар і який був заснований на історії власної невірності Трюффо. Годар написав Трюффо, що спрямує свій фільм в інше русло, якщо його проєкт здасться йому надто схожим. Але якщо фільм Трюффо був «компактною, класичною мелодрамою», то фільм Годара буде «виразним і строго модерністським», мелодрама буде підпорядкована «напрочуд абстрактному стилю зйомок». Передивившись два фільми Андре Каятта фільмів Андре Каятта "Анатомія шлюбу: Мої дні з Жаном-Марком та Анатомія шлюбу: Мої дні з Франсуазою / L'Amour conjugale, 1963, Годар обрав на роль Шарлотти Машу Меріль, актрису, яка знімалася в обох фільмах у ролях другого плану.

## Французька цензура
«Заміжня жінка» — так Годар назвав свій фільм — була показана на Венеціанському кінофестивалі 8 вересня 1964 року. Фільм був добре прийнятий. Мікеланджело Антоніоні, чий перший кольоровий фільм «Червона пустеля» також демонструвався в конкурсі, підійшов до Годара після показу і привітав його. Фільм було високо оцінено французькими критиками. Cahiers du cinéma, який не хвалив Банда аутсайдерів (1964), оцінив «Заміжню жінку» як великий художній та інтелектуальний твір. Однак у вересні Комісія з контролю (цензурна рада) проголосувала 13-ма голосами проти 5-ти при двох, що утрималися, за заборону фільму. Заперечення були зосереджені на назві, яка, за словами правління, мала на увазі, що всі заміжні жінки є перелюбницями, а також на тому, що фільм присвячений «непристойній ілюстрації сцен сексуальності». Причини комісії не були оприлюднені, але були передані міністру інформації Алену Пейрефітту. Він погодився зустрітися з Годаром, і після цього почалися місяці дебатів і переговорів. Годар вважав, що справжня проблема була політичною і що «члени комісії відчули, що мій фільм атакує певний спосіб життя — кондиціонований, фабричний, рекламний». Зрештою, Годар вніс кілька змін, включно з назвою, хоча й відмовився прибрати згадки про в'язнів концтабору, як того хотів Пейрефітт. Фільм вийшов у прокат 5 грудня.

## Музика
Титри супроводжує струнний квартет Бетховена — один із п'яти, що звучать у фільмі. Пісня «Quand le film est triste» у виконанні Сільві Вартан супроводжує монтаж з журнальних рекламних зображень.

## Відгуки
На веб-сайті агрегатора рецензій Rotten Tomatoes фільм отримав 85 % схвальних відгуків від 20 критиків із середньою оцінкою 7,9/10